# 丸光
株式会社丸光（まるみつ）は、かつて宮城県仙台市を本拠として福島県、岩手県、青森県にも展開していた日本の百貨店である。
現在のさくら野百貨店のルーツの一つにあたる。

## 歴史

### 創業と多店化･多角化の推進
福島県石城郡平町（現在のいわき市）出身の佐々木光男が、仙台駅前の仙台空襲の焼け跡に建てた平屋バラック建ての建物に1946年（昭和21年）6月1日に丸光合名会社として雑貨店を開いてMARUMITU DEPT. STOREの文字を掲げて営業を開始したのが始まりである。
1953年（昭和28年）10月に百貨店としての営業を開始し、同年12月からは東北初のミュージックサイレンの運用を開始した。増築工事中の1956年（昭和31年）5月5日に火災が発生して新館北側階段を通じて延焼して延べ床面積5,141m2のうち2,397m2が焼失するなど災難に見舞われながらも1957年（昭和32年）10月に増築工事を完成させるなど増床を進め、1965年（昭和40年）には売場面積11,317m2で地元の老舗百貨店藤崎の9,910m2や東京資本の老舗百貨店三越仙台店の8,928m2を上回る仙台最大の売場面積を誇る百貨店とし、売上高も42.3億円を上げて三越仙台店の41.5億円を上回って藤崎の43.4億円を少し下回る2位となるなど先行していた老舗百貨店2店に追い着いて3つ巴の激しい競争を繰り広げた。
その後も1972年（昭和47年）11月などに増床を行って競合する藤崎や三越の増床などに対抗した。
こうした仙台店の拡張の一方で1955年（昭和30年）に宮城県石巻市に石巻店を開店させたのを皮切りに多店化を進め、1964年（昭和39年）12月20日に岩手県釜石市に釜石店を開店、1966年（昭和41年）6月10日に宮城県気仙沼市に気仙沼店、1967年（昭和42年）12月14日に福島県郡山市に郡山店、1968年（昭和43年）6月28日に青森県八戸市に八戸店と相次いで出店し、青森県、岩手県、宮城県、福島県の東北4県に6店舗を構える百貨店チェーンに成長させた。
1957年（昭和32年）には丸光食品センターを設立、1958年（昭和33年）7月には東一番丁の“東”と丸光の“光”をとって「東光」に名称変更し、1963年（昭和38年）6月にはセルフサービス方式に切替えると共に社名をトーコー（後のトーコーチェーン）と改め、総合スーパーの運営に乗り出した。また、丸光食品センター設立と同年の1957年（昭和32年）12月には不動産会社「丸光株式会社」を設立し、1958年（昭和33年）11月には第一ビル株式会社に商号変更して、オフィス・商業ビル「第一ビル」を建設・運営したなど関連企業を設立するなど事業の多角化も並行して進められた。

### 大手資本の進出による競争激化
1963年（昭和38年）に長崎屋仙台店を皮切りに当店の店舗と競合する全国展開する大手資本との競争が始まり、1969年（昭和44年）にイトーヨーカ堂郡山店、1970年（昭和45年）11月6日に長崎屋八戸店、1971年（昭和46年）10月7日にニチイ八戸ショッピングプラザ、1975年（昭和50年）にジャスコ仙台店（後の仙台フォーラス）とダイエー仙台店、西友ストアー郡山店（のちの西友郡山西武店）、丸井郡山店、ダイエー郡山店などの出店が相次いで競争が激化した。
こうした競争環境の変化に対応するため、1978年（昭和53年）3月18日にニチイの支援を受けてカネ長武田百貨店、山田百貨店、イチムラ、小美屋と共に株式会社百貨店連合を設立して同年4月に同社と経営管理に関する業務委託契約を締結して業務を委ね、1980年（昭和55年）に郡山店を閉店して撤退した。
1982年（昭和57年）3月に小美屋と合併して株式会社丸光小美屋を設立したため、この時点で企業としての丸光の歴史に終止符を打つことになった。
そして、同年9月に株式会社百貨店連合が武田山田百貨店や丸光小美屋と合併して社名から丸光の名が消えることになった。
この経営統合の際に釜石店は東北ニチイに引継がれて総合スーパーへ業態変更して東北ニチイ釜石店として営業することになった。
1985年（昭和60年）3月に百貨店連合から株式会社ダックシティに社名が変更され、店名がダックシティ丸光となり、1990年（平成2年）のマイカルビブレ事業本部と業務提携に伴い、1991年（平成3年）10月に店名をビブレ（VIVRE）に変更したため店名を含む丸光として歴史に終止符を打つことになった。
以降、丸光の流れを汲む百貨店については下記を参照。
- 百貨店連合から初代となるさくら野百貨店（2005年まで）についてはダックビブレを参照。
- 2代目のさくら野百貨店及び丸光仙台店を前身とするさくら野百貨店仙台店についてはエマルシェを参照。
- 百貨店連合の流れを汲んだ3代目となるさくら野百貨店についてはさくら野百貨店を参照。

## 年表

### 丸光
- 1946年（昭和21年）6月1日 - 丸光合名会社が、仙台駅前の仙台空襲の焼け跡に建てた平屋バラック建ての雑貨店に、『MARUMITU DEPT.STORE』の文字を掲げて営業開始[2]。
- 1949年（昭和24年）12月 - 戦後の東北地方で最初の屋上広告を掲げた。156坪、2階建ての新店舗が完成。
- 1951年（昭和26年）5月 - 東北で初となる全館蛍光管店舗に改装。
- 1953年（昭和28年）10月 - 青葉通りに面して鉄筋コンクリート地下1階、地上3階建てのビルが完成し、デパートとしての営業を開始。
- 1953年  (昭和28年) 12月 - 当時の日本楽器製造株式会社(現ヤマハ株式会社)から発売されていたミュージックサイレンを東北で初めて導入。曲目は、仙台出身の土井晩翠にちなみ「荒城の月」を10時、12時、15時、17時に吹鳴し、21時には青少年に帰宅を促す「この道」を演奏していた。
- 1955年（昭和30年） - 宮城県石巻市に石巻店を開店[5]
- 1956年（昭和31年）5月5日 - 増築中に火災に遭う[3]。
- 1957年（昭和32年） - 丸光食品センター、丸光株式会社（後の第一ビル株式会社）を設立[2]
- 1957年（昭和32年）10月 - 増築が完成し、4,000坪の新店舗で営業再開。
- 1963年（昭和38年）10月23日 - 新たな増改築が完成しオープン（藤崎の増改築オープンと同日）。
- 1964年（昭和39年）12月20日 - 岩手県釜石市に釜石店を開店[2]
- 1966年（昭和41年） 6月10日 - 宮城県気仙沼市に気仙沼店を開店[6][2]
- 1967年（昭和42年） 12月14日 - 福島県郡山市に郡山店を開店[2]
- 1968年（昭和43年）6月28日 - 青森県八戸市に八戸店を開店[7]
- 1972年（昭和47年）11月 - さらに新たな増床改築が完成。現在の形に近い建物となる。

### 百貨店連合設立以後
- 1978年（昭和53年）
  - 3月18日 - 丸光は、カネ長武田百貨店等の4社とともにニチイ（現：マイカル）の支援を受け「百貨店連合」[注 2]を設立[13][14]。
  - 4月 - 百貨店連合が設立に参加した百貨店5社と経営管理に関する業務委託契約を締結して業務を受託した[14]。
- 1982年（昭和57年）9月 - 株式会社百貨店連合が武田山田百貨店や[14]丸光小美屋と合併[16]。
- 1985年（昭和60年）3月 - ダックシティ (DAC CITY) に社名変更[13]。
店名を『ダックシティ丸光』（DAC CITY 丸光）に変更[注 3]。
- 1987年  (昭和62年) 7月 - 1953年から屋上で演奏していたミュージックサイレンが突然故障し、34年の歴史に幕を下ろした。屋上から撤去され解体されたものの、「荒城の月」、「この道」の2つのサイレンの制御装置が残されることになった。(20世紀アーカイブ仙台所蔵)
- 1990年（平成2年） - ビブレ事業本部と業務提携。
- 1991年（平成3年）10月5日 - 店名を『仙台ビブレ』（仙台VIVRE）に変更。店名から“丸光”の二文字が消える。
- 1998年（平成10年） - 社名をダックビブレに変更。
- 2002年（平成14年）10月 - 店名を『さくら野百貨店』に変更。その後、一時休業。
- 2003年（平成15年） - 再オープン。

## 店舗
下記店舗についてはそれぞれのリンク先を参照。
- 八戸店 - さくら野百貨店#八戸店
- 仙台店 - エマルシェ#さくら野百貨店仙台店
- 気仙沼店 - ダックビブレ#気仙沼ビブレ
- 石巻店 - 丸光石巻店（1955年 - 1967年、初代）、丸光石巻店（2代目）及びダックシティ丸光石巻店（1967年 - 1996年）はダックビブレ#ダックシティ丸光石巻店、石巻ビブレ及びさくら野百貨店石巻店はさくら野百貨店#石巻店

### 釜石店
1964年（昭和39年）12月20日に岩手県釜石市に開店した宮城県外初の百貨店の支店で、従来からあった地場資本の百貨店及新と共に釜石製鉄所を中心に栄える鉄の街を代表する百貨店として営業した。
百貨店連合に丸光が合併された後、東北ニチイに引継がれて総合スーパーへ業態変更して東北ニチイ釜石店として営業したが2002年（平成14年）5月31日に閉店した。
店舗後は取り壊されて空地となっていたが、2017年に釜石市民ホールが完成した。

### 郡山店
郡山商工会議所に設置された百貨店法による商業活動調整協議会で揉め続けたものの、1967年（昭和42年）12月14日に市内初の都市型百貨店として福島県郡山市に開店した。
1975年（昭和50年）に西友ストアー郡山店（後の西友郡山西武店・アティ郡山）、丸井郡山店、ダイエー郡山店（のちにトポス郡山店となり撤退）など大手資本の店舗が進出して競争が激化。その影響で売上も、1975年（昭和50年）には50億円を記録したが、1978年（昭和53年）には30億円に落ち込んだこともあり、1980年（昭和55年）1月15日に撤退。
閉店後、建物は朝日生命が買収し、朝日生命郡山センタービルとなった。
その後、ビルは朝日生命からエリート（不動産業）に譲渡され、「エリート42ビル」として居酒屋などが入居していたが、2017年（平成29年）2月に同年中に閉鎖して解体することが発表。解体後、跡地はコインパーキングとなった。

## 主な関連会社
- 丸光メンテナンス - 本社宮城県仙台市青葉区中央、持株比率100%、ビルメンテナンス業[13]。